# Свети Валентин
Свети Валентин е християнски празник в памет на свещеномъченика Валентин Римски, отбелязван от православните църкви на 6 юли, а от западните църкви на 14 февруари. През XIV век в Западна Европа 14 февруари започва да се свързва с романтиката и днес празникът е популярен преди всичко като Ден на любовта.
На тази дата двойките изразяват любовта си един към друг, като си изпращат поздравителни картички и подаръци със стилизирана форма на сърце. Традиционно се празнува в англоговорещите страни (Valentine's Day) и някои страни от Южна Америка (като „Празник на любовта и приятелството“). След 90-те години на 20 век добива известност и на други места (предимно от Третия свят), основно от рекламни кампании на производители на цветя и сладкарски продукти.
В Бразилия на 12 юни се празнува т.нар. Ден на влюбените (на португалски: Dia dos Namorados), като по същество той е идентичен на празника на Св. Валентин – има размяна на подаръци (шоколад, картички), а на жените се подаряват букети цветя. Празникът се провежда ден преди този на Свети Антоний от Падуа (в португалоезичните страни познат още като Свети Антоний Лисабонски/от Лисабон), смятан за покровител на брака.

## Патрон на празника
Името на празника идва от раннохристиянски мъченик, наречен Валентин, живял през 3 век. Най-напред празникът Свети Валентин е обявен за честване на 14 февруари от папа Геласий I около 494 г. През 19 век мощите на свети Валентин са дарени от папа Григорий XVI на дъблинската църква Whitefriar Street Carmelite в Ирландия, която после станала често посещавана на 14 февруари.
Св. Валентин не фигурира в официалния календар на Католическата църква. Православната Църква го чества на 6 юли.
Според Католическата енциклопедия (1908 г.), има поне трима светци, наречени Валентин. Всички те са били мъченици и са записани под датата 14 февруари:
- римски свещеник – понесъл мъченичество през втората половина на 3 век и погребан на пътя Виа Фламиния;
- епископът на Интермамна (днешен Терни) – също понесъл мъченичество през втората половина на 3 век и погребан на пътя Виа Фламиния, но не на същото място като свещеника;
- мъченик в Африка, за когото не се знае почти нищо друго.

Връзката между Свети Валентин и романтичната любов не е спомената в нито един ранен исторически документ и се счита чисто и просто за легенда. Самият Свети Валентин е свързван първоначално с покровителство над епилептиците. През 1969 г., като част от по-голям опит да намали броя на празниците с чисто легендарен произход Католическата църква премахва празника на Свети Валентин от официалния си календар.

## История

### Древност и Средновековие
Макар празникът на свети Валентин да е свързван с древноримския празник на любовта луперкалии, за това няма никакви реални доказателства. Луперкалиите се празнуват на 15 февруари. Предишният ден се посвещава на римската богиня на брака, майчинството и жените, Юнона (през този ден девойките пишели любовни писма, слагали ги в голяма урна, а след това мъжете изваждали писмата като всеки мъж трябвало да ухажва девойката, чието писмо е изтеглил, според волята на боговете). Първата регистрирана асоциация на Свети Валентин с романтичната любов датира едва от 14 век в Англия и Франция, където тогава хората вярвали, че на 14 февруари птиците се ухажват. Това може да се прочете и в литературните произведения на Джефри Чосър от 14 век и по-точно в „Парламент на птиците“ (Parliament of Fowls):
Това се праща на Свети Валентин,
когато всяка птица идва и избира своя другар
На този ден още през 14 век в Англия започва да става традиция да се разменят любовни послания под формата на т.нар. валентинки. Вероятно много от легендите за Свети Валентин са били измислени по това време. Някои от най-известните легенди твърдят, че:
- Вечерта преди мъчението на свети Валентин заради това, че е християнин, той пратил любовно послание до дъщерята на тъмничаря си, в което пишело „От твоя Валентин“.
- По време на забрана за женитба на римски войници, наложена от император Клавдий II Готски, свети Валентин тайно помогнал за уреждането на женитбите.

В повечето от тези легенди 14 февруари е датата, която се свързва с мъченичеството на Свети Валентин.

### Съвременният празник
Съвременните символи на любовта сега са сърцето и образът на крилатия Купидон (Амур/Ерос, но също и фигури от типа на средновековното путо). През 19 век ръчно написаните послания биват заменени от масово произвежданите готови картички. В САЩ първите масово произведени валентинки са фабрикувани и продадени през 40-те години на 19 век от Естер Хауланд.
През 1797 г. едно британско издателство публикува „Помощник на младия мъж за писане на валентинки“, който съдържал любовни стихове за млади влюбени, които не можели да съчинят свои собствени. Развитието на печатарските услуги и намаляването на пощенските разходи през следващото столетие довежда до използването на не толкова личното, но по-практично изпращане на картички за Свети Валентин по пощата.
През втората половина на 20 век в САЩ и други места по света установената практика на размяна на картички се разширява и се въвежда раздаването на подаръци обикновено от мъжа на жената. Най-популярните подаръци са рози и шоколади в червена лъскава опаковка с форма на сърце. През 80-те години диамантената индустрия започва да рекламира и подаряването на бижута по случай Свети Валентин. С разпространението на ползването на Интернет в началото на 21 век, милиони хора започват да изпращат електронни картички с поздравления чрез електронна поща.
АПК (Асоциацията за поздравителни картички) е изчислила, че всяка година се изпращат 1 милиард поздравителни картички, като така изостават по масовост само от коледните картички. Асоциацията също е изчислила, че жените купуват около 85% от всички валентинки.